# Sonja Roef
Sonja Roef (Luxemburg-Stad, 1952) is een Luxemburgs kunstschilder en installatiekunstenaar.

## Leven en werk
Roef werd opgeleid aan de Lycée Technique des Arts et Métiers in de stad Luxemburg en was resident in de Cité Internationale des Arts in Parijs. Ze maakte studiereizen naar Australië, Italië en Portugal.
Roef schildert en maakt installaties, kleur en licht vormen wezenlijke onderdelen van haar werk. Op de Biënnales des Jeunes in Esch-sur-Alzette ontving ze de prix d'encouragement (1975), de prix de la critique (1979), de 1e prix de la peinture (1981) en de 2e prix de la biennale (1985). Roef is lid van de Cercle Artistique de Luxembourg (CAL) en neemt deel aan de salons van de kunstenaarsvereniging. Voor haar werk op de Salon du CAL 2003 ontving ze de Prix Grand-Duc Adolphe. In dat jaar was haar werk, naast dat van onder anderen Per Kirkeby, Emile Kirscht, Robert Mapplethorpe, Joseph Probst, Michel Stoffel, Annette Weiwers-Probst en Lucien Wercollier, te zien in een tentoonstelling met kunst uit de privécollectie van groothertogin Charlotte van Luxemburg in het Musée National d'Histoire et d'Art in Luxemburg-Stad. Naast haar werk als kunstenaar was Roef archeologieconservator (1991-2016) bij het Musée National d'Histoire et d'Art.